# Cody Cameron
Cody Cameron est un réalisateur, scénariste et acteur américain né le 12 octobre 1970 aux États-Unis

## Filmographie

### Réalisateur
- 2007 :     The Chubbchubbs Save Xmas (court-métrage)
- 2010 : Les Rebelles de la forêt 3 (première réalisation d’un long-métrage)
- 2013 : L'Île des Miam-nimaux : Tempête de boulettes géantes 2 réalisateur avec Kris Pearn comme co-réalisateur
- 2019 : Les Œufs Verts au Jambon réalisateur superviseur

### Scénariste
- 2001 : Shrek, coréalisé par Andrew Adamson et Vicky Jenson (dialogues additionnels) avec Chris Miller et Conrad Vernon
- 2004 : Shrek 2, coréalisé par Andrew Adamson, Kelly Asbury et Conrad Vernon (dialogues additionnels) avec Walt Dohrn, David P. Smith, Conrad Vernon et Chris Miller